# Никульское (Коломенский район)
Никульское — село в Коломенском районе Московской области. Население — 272 чел. (2014).

## История
Несколько веков назад село Никульское называлось Микульским, потому что было имением коломенского полководца Микулы Вельяминова. После гибели в Куликовском сражении русского воеводу, ведшего войска против ордынских завоевателей вместе с Дмитрием Донским, похоронили в его имении, на том месте, где некогда стояла его именная церковь. Сегодня, в память о далёких событиях, здесь установлен поклонный крест.
Средства на изготовление этого памятника (высотой около двух метров, стоимостью 7 тысяч рублей) и установку выделила администрация Коломенского района. Это не первый подобный монумент в Никульском. Точно такой же крест был установлен около местного храма, в честь 620-летия битвы на Дону.
О том, что останки Микулы Вельяминова захоронены в Никульском, местные жители узнали сравнительно недавно. В 1930-е годы из именной церкви полководца сделали сельский клуб. Когда его стали перестраивать, рабочие случайно откопали колоду (гроб, вырезанный из ствола дерева), в которой, по преданию, и был захоронен коломенский воевода.
21 сентября в рамках празднования юбилея Куликовской битвы и Дня Коломенского района в Никульском поклонный крест торжественно установили и освятили в присутствии главы района Н. М. Оттясова, заместителя председателя Московской областной думы В. П. Куликова и жителей села. После освящения монумента протоиерей Николай Качанкин прочитал молитву в память о воинах, погибших на поле Куликовом.

## Население
| 2002 | 2006 | 2010 | 2014 |
| ---- | ---- | ---- | ---- |
| 288  | ↗303 | ↘257 | ↗272 |

## Достопримечательности
- Покровская церковь

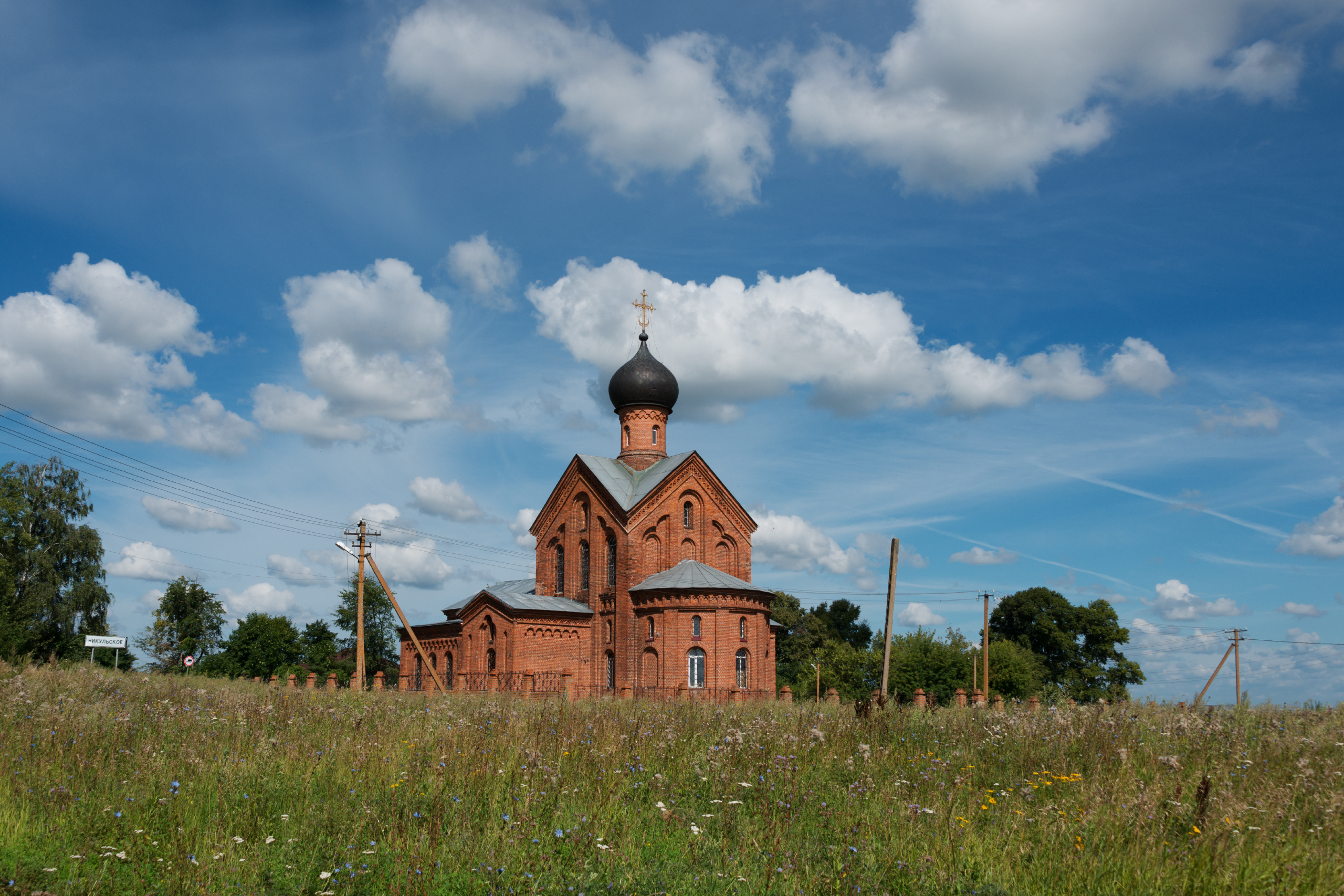
Церковь Покрова Пресвятой Богородицы в Никульском

- «Куликовы кустики» — ландшафтный памятник, курганы оставшиеся после захоронения близ села воинов погибших в Куликовской битве, ныне находятся под сельскохозяйственной запашкой.
- Источник Ильи-пророка
- «Свиблов луг» — пространство, на котором князь Дмитрий Иванович собирал свои войска перед входом в Коломну.

## Люди, связанные с селом
В селе находится могила воеводы Микулы Вельяминова.
В селе родился фотограф, педагог, ярославский краевед Иван Артемьевич Лазарев.